# Artur Balder
Artur Balder (Alacant, 1974) és un escriptor i director de cinema valencià.
Va estudiar història i periodisme a la ciutat de València, on va treballar en la redacció del diari Las Provincias. Més tard va publicar La Pedra del Monarca, i la saga juvenil Curdy (Montena, Random House Mondadori S.A.), que ha estat traduïda a vuit idiomes. És autor al seu torn de sis novel·les històriques, entre les quals destaca una crònica de les guerres entre Roma i Germania, així com L'Evangeli de l'Espasa (Edhasa), sobre el cruent procés de cristianització dut a terme per Carlemany al segle viii contra el nord d'Europa.
Durant els anys 2009 i 2010, Artur Balder, artista resident de la Spanish Benevolent Society de Nova York, va investigar la història del carrer 14 i la presència espanyola a Manhattan des de mitjans del segle xix, i va escriure el guió del projecte per a la pel·lícula Little Spain. En 2012, amb l'estrena de la sèrie de televisió Retorno a Little Spain, es publicarà la investigació sobre la història de la presència espanyola al carrer 14 en el llibre Little Spain: an American saga.